# 4 for Texas
4 for Texas (bra: Os Quatro Heróis do Texas) é um filme estadunidense de 1963, dos gêneros comédia e faroeste, produzido e dirigido por Robert Aldrich, com roteiro dele e Lois Sherman.

## Sinopse
Com o dinheiro roubado de Zack Thomas (Frank Sinatra), Joe Jarrett (Dean Martin) abre um cassino num barco.

## Elenco
- Frank Sinatra - Zack Thomas
- Dean Martin - Joe Jarrett
- Anita Ekberg - Elya Calrson
- Ursula Andress - Maxine Richter
- Charles Bronson - Matson
- Victor Buono - Harvey Burden
- Edric Connor - Príncipe George
- Nick Dennis - Angel
- Richard Jaeckel - Pete Mancini
- Mike Mazurki - Chad
- Wesley Addy - Winthrop Trowbridge
- Marjorie Bennett - srta. Emmaline
- Virginia Christine - empregada de Elya Calrson
- Ellen Corby - viúva
- Jack Elam - Dobie
- The Three Stooges - entregadores